# Peugeot 907
Peugeot 907 – samochód koncepcyjny o nadwoziu coupe stworzony przez francuski koncern Peugeot. Pojazd zadebiutował podczas targów motoryzacyjnych w Paryżu w 2004 roku.

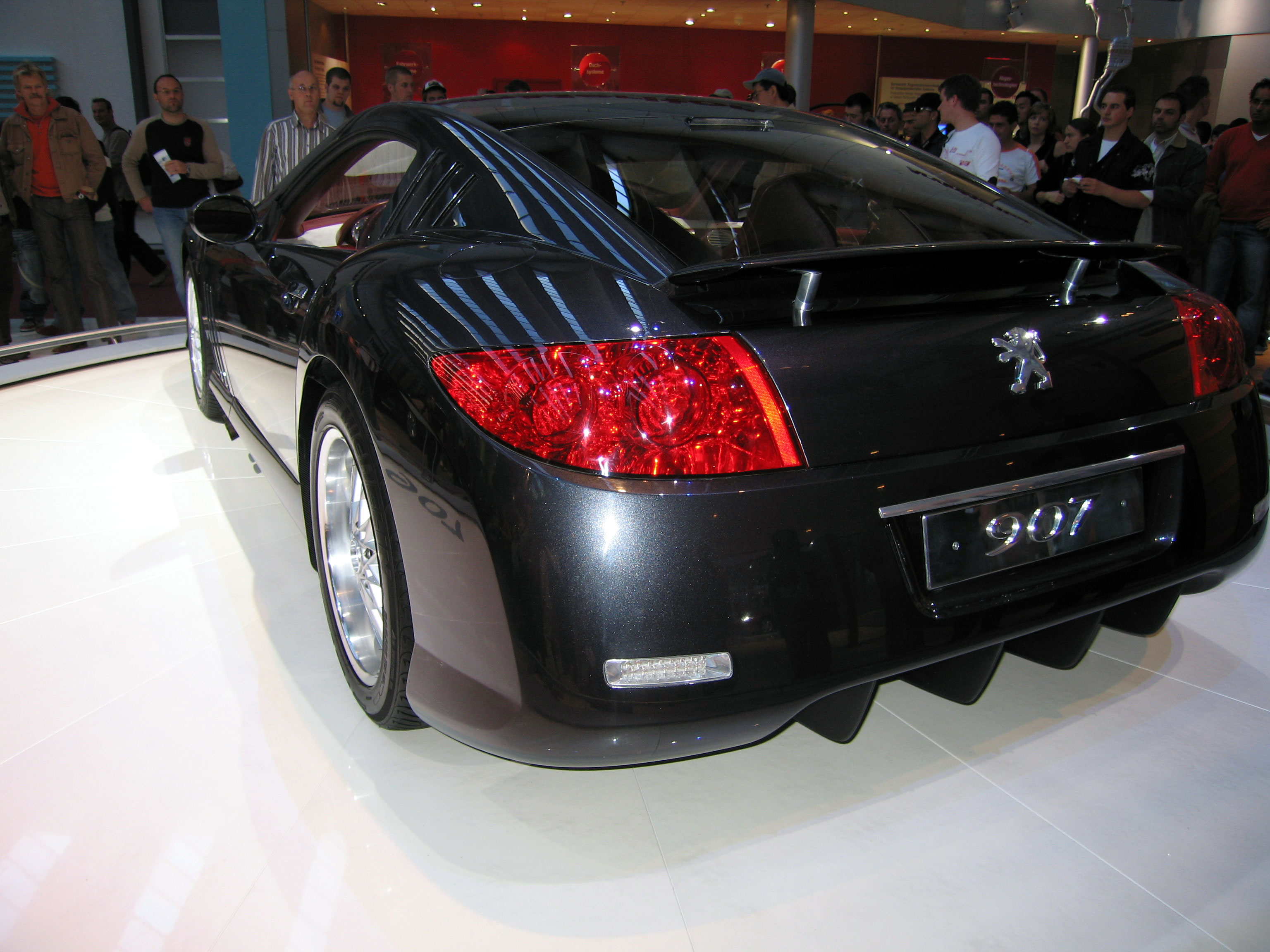
Tył 907

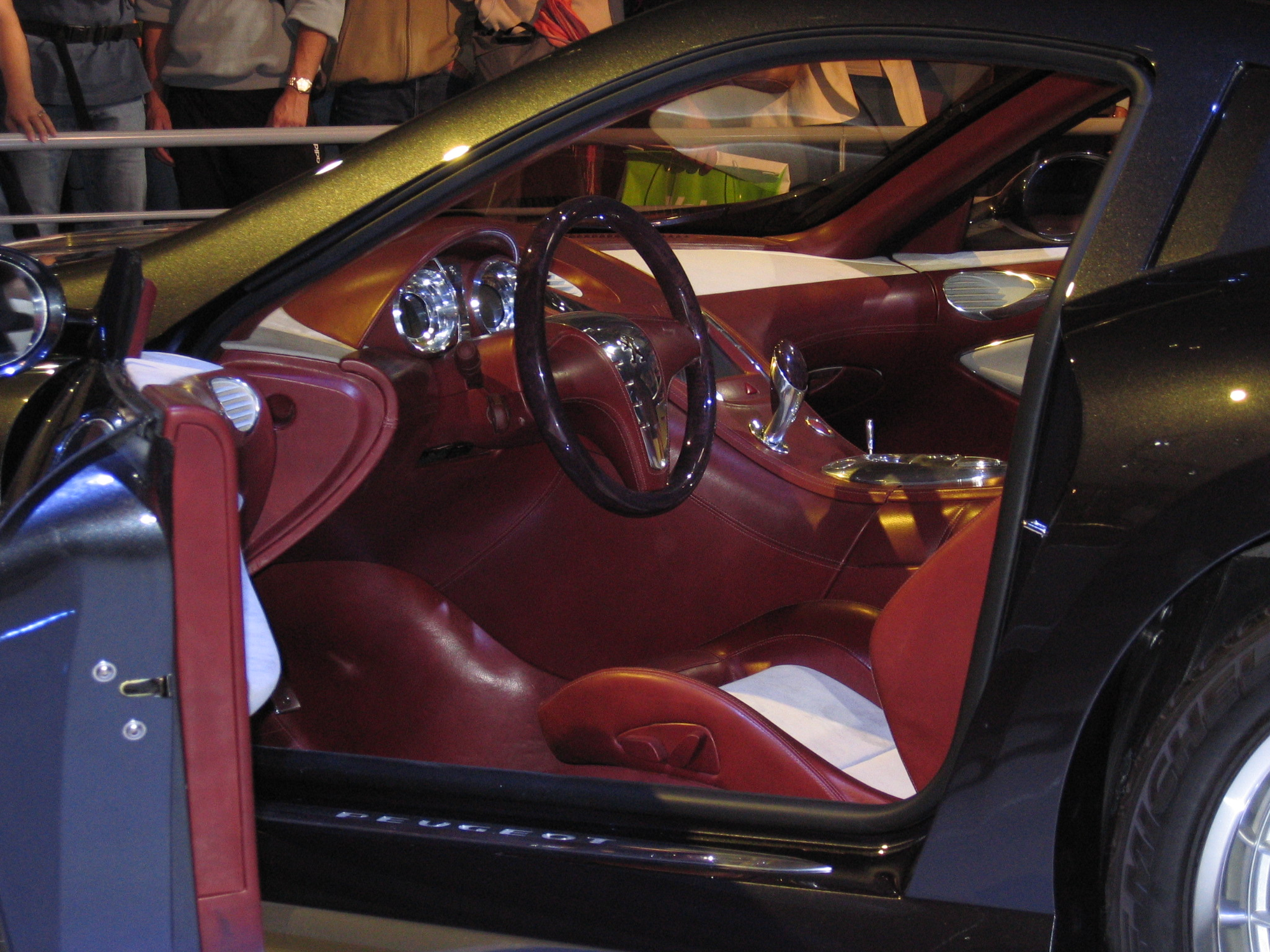
Wnętrze

Samochód został stworzony przez dwóch designerów: Gérarda Weltera i Jeana-Christophe'a Bolle'a-Reddata. Pojazd został zaprojektowany jako prototyp wyposażony w najnowsze nowinki techniczne. Od samego początku auto nie było przeznaczone do produkcji.
Auto łączy w sobie najnowsze trendy stylistyczne marki wraz z nadwoziem charakterystycznym dla serii GT. Pojazd posiada potężną, długą maskę i boczne skrzela. Silnik umieszczono z przodu, zaś góra samochodu jest całkowicie przeszklona od maski do klapy bagażnika.
Pojazd napędzany jest mocarnym silnikiem V12 o mocy 500 KM, który powstał z połączenia dwóch silników V6 o pojemności 3,2 litra.